# Phasia brasiliensis
Phasia brasiliensis är en tvåvingeart som först beskrevs av Townsend 1938.  Phasia brasiliensis ingår i släktet Phasia och familjen parasitflugor. Inga underarter finns listade i Catalogue of Life.